# Johann Karl Plümicke
Johann Karl Plümicke (* 19. August 1782 in Breslau; † 26. Februar 1855 ebenda) war ein preußischer Generalmajor und Direktor der Artillerie- und Ingenieurschule in Berlin.

## Leben

### Herkunft
Seine Eltern waren der Obersalzinspekteur bei Obersalzamt in Breslau Emanuel Lamert Plümcke und dessen Ehefrau Anna Friederike, geborene Horn. Mehrere Mitglieder der Familie Plümicke dienten in der Artillerie; so erhielt ein Ernst Ludwig Ferdinand Plümicke († 1818) während des Ersten Koalitionskrieges den Orden Pour le Mérite.

### Werdegang
Plümicke kam am 13. November 1799 als Bombardier zum 2. Artillerie-Regiment der preußischen Armee. Am 8. Oktober 1804 wurde er als Sekondeleutnant in das 3. Artillerie-Regiment versetzt. Im Vierten Koalitionskrieg kämpfte er bei der Verteidigung von Breslau und ging nach der Kapitulation der Festung in Gefangenschaft. Nach dem Frieden von Tilsit kam er 1808 zur provisorischen Artilleriekompanie nach Glatz und von dort am 21. Februar 1809 Schlesischen Artilleriebrigade, wo Plümicke am 29. November 1813 zum Premierleutnant avancierte. Während der Befreiungskriege erwarb er sich bei der Schlacht an der Katzbach das Eiserne Kreuz II. Klasse. Er kämpfte bei Leipzig und im Gefecht bei Eisenach, wo er auch das Eiserne Kreuz I. Klasse erhielt. Ferner nahm Plümicke am Gefecht bei Saint-Mihiel sowie den Belagerungen von Maubeuge, Landrecies, Philippevielle, Rocroi und Givet teil.
Am 11. Juli 1815 wurde er zum Kapitän befördert und am 21. Oktober 1815 als Adjutant zum Generalinspekteur der Artillerie Prinz August von Preußen versetzt. Am 18. November 1817 wurde er zum Major befördert und der 5. Artilleriebrigade aggregiert. Am 19. Juli 1819 wurde er Abteilungskommandeur in der 6. Artilleriebrigade. Von dort wurde er am 23. August 1823 als Lehrer an die Vereinigte Artillerie- und Ingenieurschule sowie an die Allgemeine Kriegsschule nach Berlin versetzt. 1824 trat er dem Gelehrten-Club Gesetzlose Gesellschaft bei. Im Jahr 1825 wurde er mit dem Dienstkreuz ausgezeichnet. Am 30. März 1829 beauftragte man ihn mit der Führung der 3. Artilleriebrigade und am 3. April 1829 erfolgte die Ernennung zum Brigadier. Am 18. November 1831 bekam er die Ernennung zum Direktor der Artillerie- und Ingenieurschule. Er wurde am 21. Januar 1832 Mitglied der Prüfungskommission für Artillerie-Premierleutnants. Am 30. März 1833 stieg Plümicke zum Oberstleutnant und am 30. März 1835 zum Oberst. Als solcher wurde ihm am 30. Januar 1836 das Kommandeurskreuz des Ordens vom Zähringer Löwen verliehen. Er blieb weiterhin Direktor der Schule, auch als er am 16. Juni 1836 zum Präses der Verwaltung des geheimen Laboratoriums in Spandau mit einer jährlichen Zulage von 200 Talern gemacht wurde. Am 10. September 1840 wurde er zum Generalmajor befördert. Unter Verleihung des Roten Adlerordens II. Klasse mit Eichenlaub nahm Plümicke am 28. Mai 1842 seinen Abschied mit der gesetzlichen Pension.
Von 1838 bis 1849 war er Leiter der Redaktion des Archivs für die Artillerie- und Ingenieur-Offiziere des deutschen Reichsheeres, einer Fachzeitschrift für Artillerieoffiziere.
Prinz August schrieb 1828 in seiner Beurteilung: „Er hat einen sehr rechtlichen, aber etwas reizbaren Charakter, viel Kenntniss und Pünktlichkeit, besitzt vorzügliche Kenntnisse der Artillerie, der Befestigungskunst und Mathematik, die Gabe sie als Lehrer sehr gut mitzuteilen und hat ein zweckmäßiges Handbuch für preußische Artillerieoffiziere geschrieben. Er ist ein vorzüglicher Offizier, hat mit Auszeichnung gedient, verdient besonders befördert zu werden und würde sich sowohl zum Chef des Generalstabes bei der Generalinspektion der Artillerie als zum Direktor der Artillerie- und Ingenieurschule eigenen“. Nach dieser Beurteilung wurde er 1831 Direktor der Schule.

### Familie
Am 22. Oktober 1817 heiratete er in Leipzig Charlotte Gedike (1790–1848), die Tochter des Professors und Schuldirektors Ludwig Ernst Gottlob Gaedicke; sie wurde nach ihrem Tod am 10. Februar 1848 auf dem alten Garnisonfriedhof beigesetzt. Die gemeinsame Tochter Charlotte Marie Friederike (* 5. Juli 1819) heiratete den Leutnant Freiherr von der Lütke († vor 1848).

## Werke
- Skizzierte Geschichte der russisch-preußischen Blockade und Belagerung von Danzig im Jahr 1813. Maurer, Berlin 1817 (Online).
- Handbuch für die Königlich Preußischen Artillerie-Offiziere. zwei Bände. Duncker & Humblot, Berlin 1819 und 1820, Band 1 Band 2